# ۱۵۲ (فیلم)
«۱۵۲» (انگلیسی: 152) یک فیلم به کارگردانی داریل نیکرم در سبک ترسناک است که در سال ۲۰۰۶ منتشر شد.